# Two-Headed
L'isola Two-Headed o Twoheaded (isola dalle due cime) fa parte dell'arcipelago Kodiak ed è situata nel golfo dell'Alaska, (USA). Si trova vicino alla costa, ad est della punta meridionale dell'isola Kodiak. È posizionata all'ingresso della baia di Kaguyak, 11 km a nord-est dell'omonimo villaggio. Amministrativamente appartiene al Borough di Kodiak Island.
L'isola, lunga circa 5 km e che raggiunge i 277 m di altitudine, è stata registrata per la prima volta dal capitano Cook, nel 1785, con l'attuale nome descrittivo e, nel 1826, il tenente Saryčev la indicò con il suo nome nativo: Nasiktakh.